# Британский шиллинг

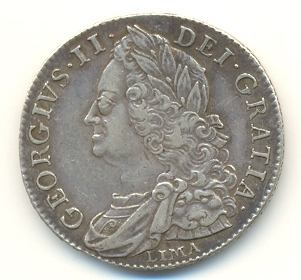
Серебряная монета короля Георга II с чеканкой LIMA

Ши́ллинг (англ. shilling) — распространённая монета Англии, а затем Британии, известная также как «боб». Символом шиллинга являлась литера S.

## История
В англосаксонский период шиллинг был только денежно-счётной единицей (шиллинг — германизированное название солида). Поначалу шиллинг приравнивался к 5 пенсам, Вильгельм I Завоеватель придал ему значение 12 пенсов, которое сохранялось вплоть до 1971 года, когда был произведён переход на десятичную систему. 20 шиллингов составляли английский фунт стерлингов.
Впервые шиллинг отчеканен в 1502 году в царствование Генриха VII под названием «тестун» (англ. testoon). Монета весом 9,33 г содержала 8,68 г чистого серебра.

Юбилейный шиллинг королевы Виктории, 1887

Монета не пользовалась большой популярностью, и следующий выпуск тестуна произошёл только через 42 года, в 1544 году.
Генрих VIII (1509—1547) сильно нуждался в средствах, поэтому снизил содержание серебра в серебряных монетах с 90 % до 40 %. Чтобы сохранить размер и вес тестона, при нём начали чеканить монеты из меди, покрытой тонким слоем серебра. При повседневном использовании монета стиралась, причём в первую очередь стирались самые выступающие части, на портрете монарха анфас это был нос. Так на серебряной монете проступал медный нос, из-за чего король получил прозвище «старый медный нос» (Old Copper nose).
Впервые монета под названием шиллинг отчеканена в царствование Эдуарда VI (1547—1553); с тех пор шиллинг выпускали постоянно, за исключением царствования королевы Марии (1553—1558).
При Елизавете I (1558—1603) шиллинг весил 6,22 г (5,75 г серебра), в 1562—1582 годах шиллинг опять не чеканили.
В XVII веке Англия начала испытывать большую нужду в серебре, поэтому серебряные монеты чеканили очень нерегулярно.
Интересные монеты выпустили в годы правления Георга II (1727—1760): они были отчеканены из серебра, захваченного английским флотом у испанцев в сражении при Лиме, Перу (1745). В ознаменование этого события на аверсе под портретом короля была выбита надпись LIMA.

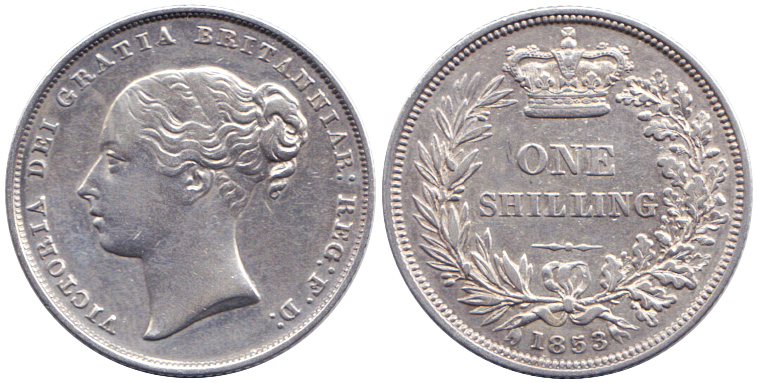
Шиллинг 1853 года. Серебро 925 пробы, вес 5.64 г. На аверсе портрет молодой королевы Виктории.

Относительно большой тираж серебряных шиллингов был в 1758 году, затем наступил перерыв до 1763 года, когда граф Нортумберленд отчеканил шиллинги для Ирландии. Затем очередная чеканка была только в 1787 году.
В 1789 году несколько английских банкиров приобрели серебро для чеканки серебряных шиллингов, однако английское правительство признало весь тираж незаконным, и он был ликвидирован. В настоящее время известно только 4 экземпляра этого выпуска.
В 1816 году монетная система Великобритании была реанимирована. Вновь началась чеканка серебряных монет, в том числе шиллинга. Новый шиллинг весил 5,655 г (5,23 г серебра) и имел диаметр 24 мм. Как и прежде, он приравнивался к 12 пенсам и составлял 1/20 золотого соверена.
С 1920 года в связи с резким ростом стоимости серебра шиллинг начал чеканиться из серебра 500-й пробы, в 1947—1970 годах — из медно-никелевого сплава.

Шотландский и английский шиллинги короля Георга VI

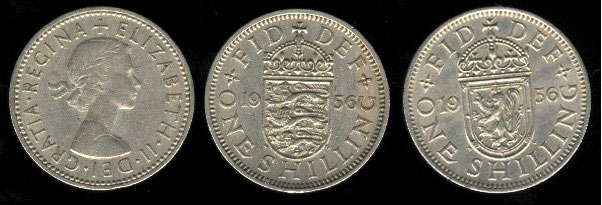
Английский и шотландский шиллинги королевы Елизаветы II

Во времена правления Георга VI и Елизаветы II выпускали два различных типа шиллинга, различавшиеся реверсами: в английском и шотландском варианте. В 1949 году с монеты исчезли слова IND. IMP. — после того как Индия провозгласила независимость.
В 1966 году, после того как было принято решение о переходе в Великобритании на десятичную монетную систему, регулярная чеканка шиллингов прекратилась (коллекционные шиллинги качества пруф продолжали чеканить ещё до 1970 года). Так закончилась 488-летняя история английского шиллинга.
С 1971 года в Великобритании выпускали монету 5 пенсов, идентичную по размерам шиллингу (вес монеты 5,65 г, диаметр 23,59 мм). С 1990 года чеканят монету 5 пенсов уменьшенного размера.
В Англии чеканились также монеты, кратные шиллингу. Наибольшее распространение получила монета 2 шиллинга (некоторое время эти монеты называли флорин). Монета в 5 шиллингов получила название крона.
В обращении ходили также банкноты в 10 шиллингов.
Шиллинги также обращались в большинстве английских колоний и некоторых других странах (например, в Австралии, Новой Зеландии, Ирландии, Южной Африке).